# Cymaria
Cymaria, biljni rod grmova i polugrmova iz porodice medićevki, dio potporodice Cymarioideae. Postoje svega dvije vrste raširene po Aziji (Filipini, Java, Kambodža, Mjanmar, Tajland, Moluci, Hainan, Mali sundski otoci, Nova Gvineja)

## Vrste
1. Cymaria dichotoma Benth.
2. Cymaria elongata Benth.

## Sinonimi
- Anthocoma Zoll. & Moritzi